# Henricus van de Wetering
Hendrik van de Wetering (Hoogland, 26 november 1850 – Driebergen, 18 november 1929) was aartsbisschop van het aartsbisdom Utrecht van 1895 tot aan zijn overlijden in 1929.

## Loopbaan
Hij studeerde in Culemborg en Rijsenburg en werd in 1874 tot priester gewijd. Van de Wetering werd kapelaan in Zutphen en in 1881 secretaris van het aartsbisdom Utrecht. In 1892 werd hij pastoor van Hilversum en in 1895 aartsbisschop in het aartsbisdom Utrecht. De Haarlemse bisschop Caspar Josefus Martinus Bottemanne verrichtte de wijding, co-consecratoren waren Franciscus Boermans en Petrus Leyten, bisschoppen van Roermond respectievelijk Breda. Als wapenspreuk koos de nieuwe bisschop Per viam crucis gaudens, een kleine variatie op Handelingen 8:39: Blijmoedig op de weg van het kruis.
Hij werd begraven op de Rooms-Katholieke Begraafplaats Sint-Barbara in Utrecht. Op zijn grafmonument is hij afgebeeld op een mozaïek dat is gemaakt door Charles Eyck.

## Handelingen
- In 1898 verhuisde Van de Wetering de residentie van de aartsbisschop van Utrecht van Nieuwegracht 61 naar Maliebaan 40.
- Op 15 augustus 1924 wijdde hij de latere Kardinaal Bernardus Alfrink tot priester.

## Vernoemd
In Utrecht-Oost is naar deze bisschop de Monseigneur van de Weteringstraat vernoemd.
Ook in zijn geboorteplaats Hoogland en in Hilversum is een straat naar hem vernoemd.

## Wijding twee van zijn opvolgers
Aartsbisschop Van de Wetering wijdde twee van zijn opvolgers priester: de latere kardinaal Johannes de Jong in 1900 en diens opvolger kardinaal Bernardus Alfrink in 1924.

## Afbeeldingen

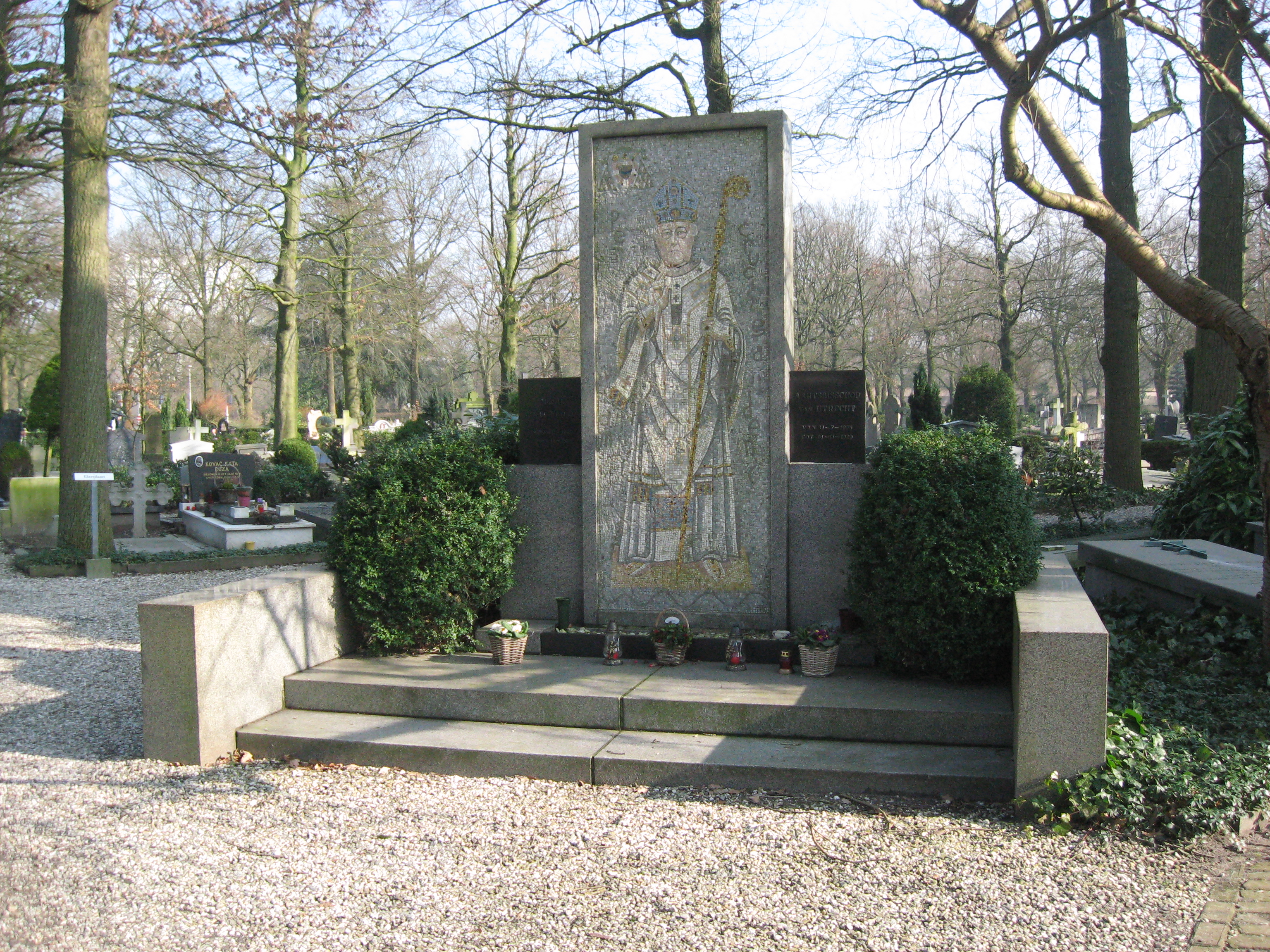
Grafmonument van Henricus van de Wetering
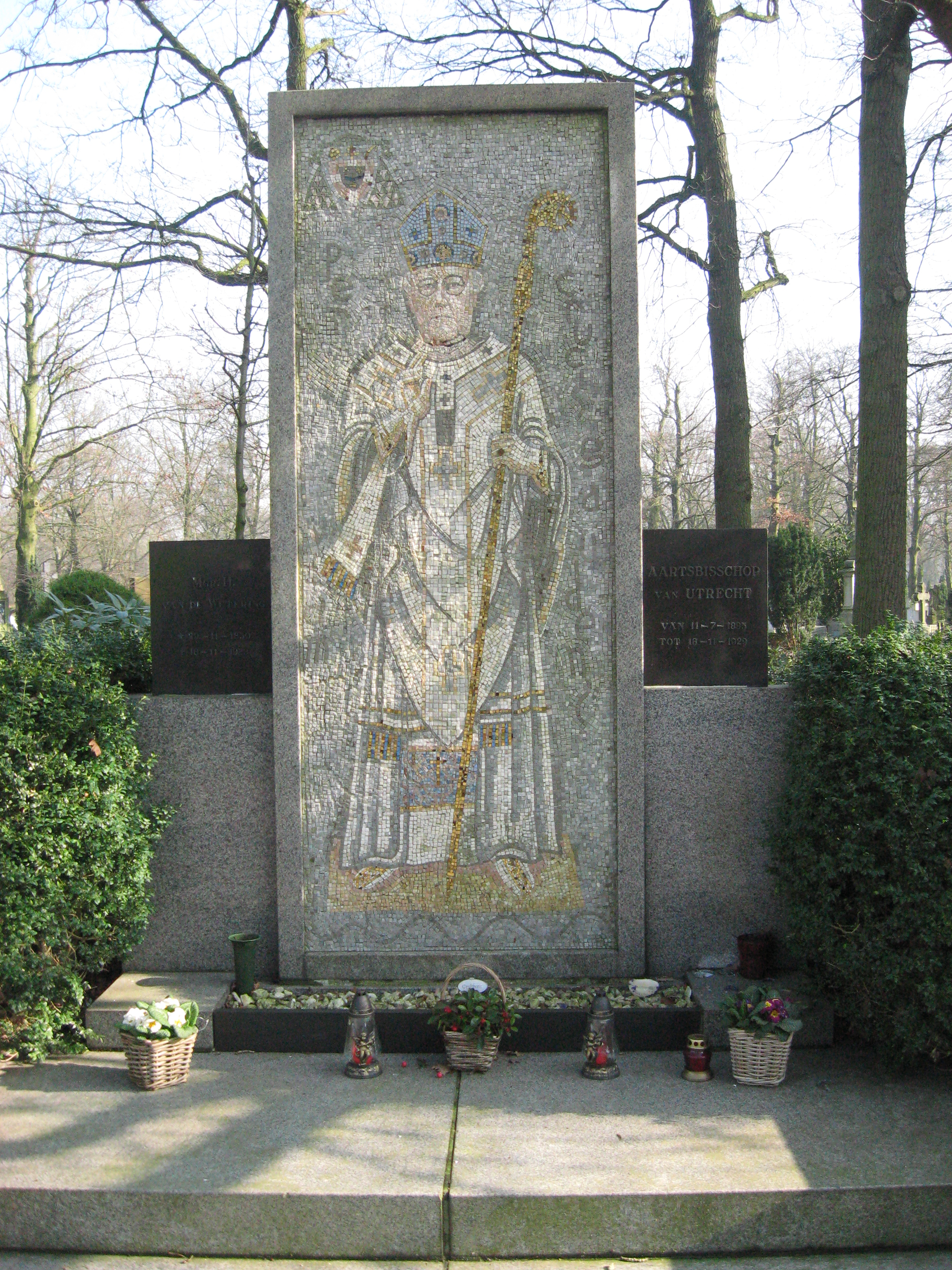
Grafmonument van Henricus van de Wetering (detail)